# Enah/Vasp-like
Enah/Vasp-like‏ (Enah/Vasp-like) هوَ بروتين يُشَفر بواسطة جين Enah/Vasp-like في الإنسان.